# Turma do Estácio
A Turma do Estácio era um grupo de sambistas que frequentava rodas de samba a partir do final da década de 1920, na cidade do Rio de Janeiro, e é tido como o berço do samba carioca por excelência, aquele pelo qual se conhece atualmente e celebrado não só no Rio de Janeiro, como também em diversas partes do Brasil e até mesmo do mundo.
Este samba feito firmou-se rapidamente como o samba carioca e marcaria a história deste gênero por injetar uma cadência diferenciada do samba baiano levado ao Rio de Janeiro pelas tias baianas e do estilo um tanto amaxixado surgido a partir da gravação de "Pelo Telefone" (registrada por Donga). A turma do Estácio impôs um samba mais ritmado, formado por instrumentos como surdos, tamborins e cuícas, aos quais se juntavam pandeiros e chocalhos.
Em 1928, Ismael Silva, Bide, Marçal, Baiaco, Brancura, Mano Rubem e Mano Edgar fundariam no Morro de São Carlos a Deixa Falar, considerada a primeira escola de samba brasileira. Este grupo costumava frequentar e fazer rodas de samba nos botequins Apolo e Cumpadre, na subida do Morro de São Carlos. Estas rodas atraíram gente de todas várias partes do Rio, entre sambistas de Benfica, Madureira, Providência e Gamboa, costumavam avançara a madrugada e muitas vezes não eram toleradas pela polícia.
Dentre alguns dos sambistas frequentadores da Turma do Estácio, mas oriundos de outros morros cariocas, estavam futuros bambas como Cartola, Carlos Cachaça e posteriormente Nelson Cavaquinho e Geraldo Pereira, Paulo da Portela, Alcides Malandro Histórico, Manacéia, Chico Santana, Molequinho, Aniceto do Império Serrano. Estes sambistas seriam responsáveis por criar e difundir o samba-de-morro.